# Abub

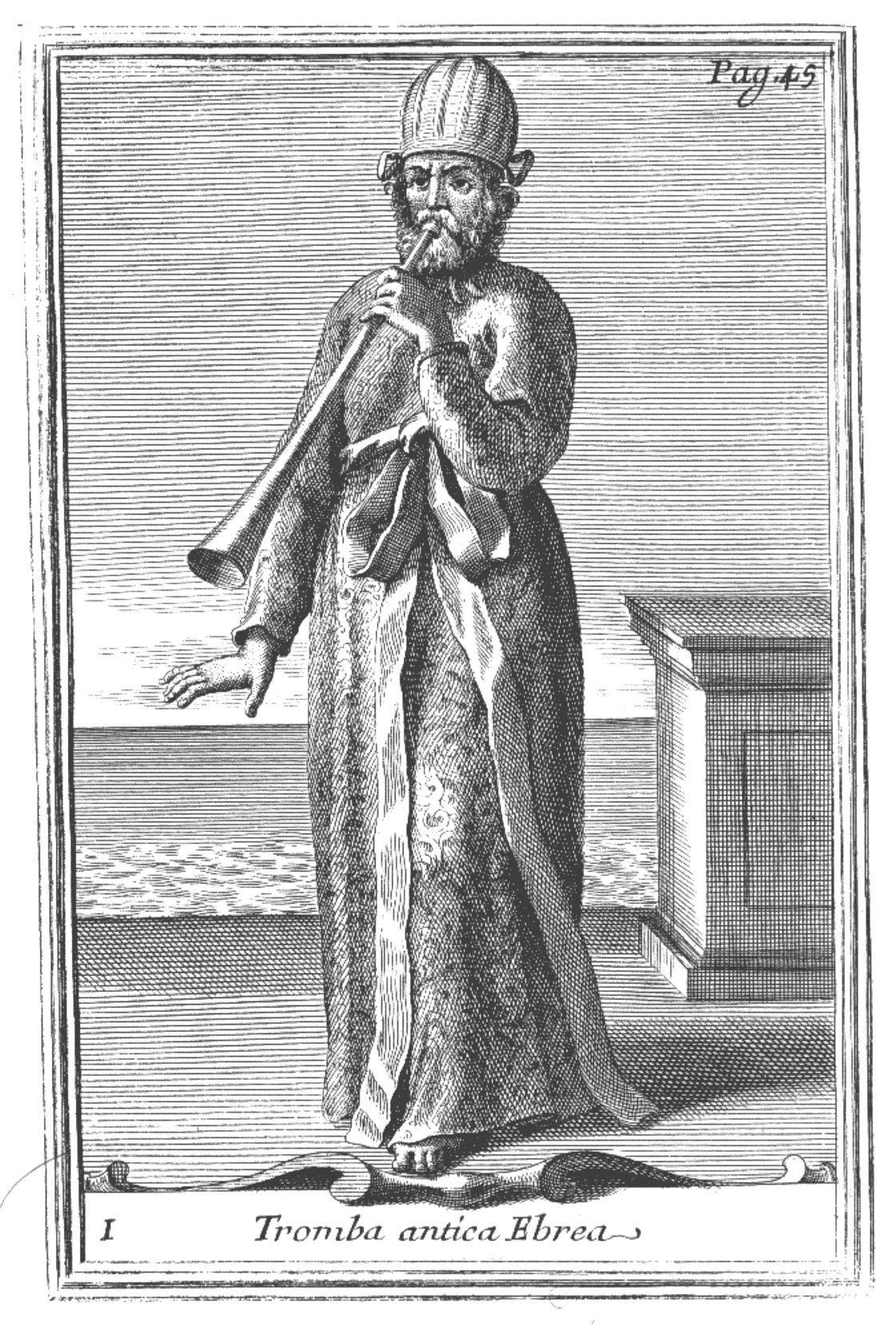
L'antic abub tenia forma de corneta

Un abub és un instrument de vent que té la forma d'una flauta prima, s'usava en les cerimònies religioses antigament i encara ara s'usa entre els jueus.
Al Temple de Jerusalem es guardava, en un lloc sant, un abub molt prim i llis fet de canya i folrat d'or, la forma del qual era similar a la de les actuals cornetes. Les primeres dolçaines van ser originàries de Mesopotàmia cap a l'any 3000 aC. Tots aquests instruments de vent i canyes o llengüetes van ser englobats dins del terme abub. Aquest va ser el precursor dels seus successors aulos a Grècia i tibia a Roma que eren d'estructura doble. Tots aquests instruments tenen elements comuns, com ara secció cònica i doble llengüeta, i van ser extensament coneguts en totes les civilitzacions antigues mediterrànies, fins al punt de relegar els instruments derivats de la flauta a un segon pla.